# Afonso Sanches
Alfonso Sanches Dinisez (Afonso in portoghese e in galiziano, Alfonso anche in spagnolo, Alfonsu in asturiano, Alfons in catalano in tedesco e in fiammingo, Alifonso in aragonese e Alfontso in basco Alphonse in francese e in inglese, Adefonsus o Alfonsus in latino; prima del 1286 – Castiglia, 1329) principe della casa reale portoghese, fu conte di Albuquerque e signore di Conde e pretendente al trono del Portogallo. Inoltre fu noto come trovatore galiziano-portoghese.

## Origine
Figlio illegittimo del re del Portogallo e dell'Algarve, Dionigi e di Aldonça Rodrigues Talha, di cui non si conoscono gli ascendenti. Pietro Alfonso era fratellastro del re del Portogallo, Alfonso IV l'Ardito.

## Biografia
Alfonso Sanches è citato nel Nobiliario del suo fratellastro Pietro Alfonso, conte di Barcelos, come figlio di Dionigi, re del Portogallo (D. Dionis…Rey de Portugal) e di Aldonça Rodrigues Talha (D. Aldonça Roiz de Tella), precisando che morì in Castiglia (en Castilla) e fu sepolto nel monastero di Santa Clara da lui fondato (en el monasterio de Santa Clara que el fundio) a  Vila do Conde.
Alfonso Sanches, come tutti gli altri figli illegittimi di Dionigi, fu accettato a corte ed educato sotto le direttive della moglie di Dionigi, Isabella, detta la regina santa.
. Per questa vicinanza, e sicuramente per altri motivi, Dionigi nutriva per Afonso Sanches una stima particolare, fino al punto che in futuro gli avrebbe concesso l'incarico di maggiordomo della corona (equivalente pressappoco al primo ministro nell'attuale politica).
Nel 1304, suo padre investì Alfonso Sanches della signoria di Conde.
In quello stesso anno, sposò Teresa Martínez de Meneses (?-1350), Signora di Alburquerque, figlia ed erede di Giovanni Alfonso de Meneses, Conte de Barcellos, Signore di Alburquerque e della seconda moglie Maria Coronel (Secondo altre fonti, Teresa Martínez era figlia della prima moglie di Giovanni Alfonso de Meneses, Teresa Sanchez, figlia illegittima del re di Castiglia, Sancho IV), come risulta dal Nobiliario del suo fratellastro Pietro Alfonso, conte di Barcelos.
Alfonso Sanches, col matrimonio divenne signore di Alburquerque, nell'Estremadura spagnola, signore del castello dove più tardi per molti anni vivrà Inês de Castro. Si deve a lui e a sua moglie,  Teresa Martinez, la fondazione del Convento di Santa Clara di Vila do Conde, in cui entrambi sono sepolti.
Durante gli ultimi anni di regno di suo padre Dionigi l'erede al trono, il futuro Alfonso IV, vedendo l'affetto che legava il vecchio re ai suoi figli illegittimi, specialmente ad Alfonso Sanchez, pensando che tramassero per diseredarlo, si ribellò, creando una situazione di profondo attrito tra il re, Dionigi e l'erede al trono, Alfonso.
Nel periodo compreso tra il (1319-1323) si ebbero varie scaramucce tra le opposte fazioni, ma non si arrivò mai allo scontro aperto.
Nell'ottobre del 1323, i due eserciti, del re Dionigi, e dell'erede al trono, Alfonso, erano già schierati in ordine di battaglia, ad Alvalade, alla periferia di Lisbona, per quella che avrebbe dovuto essere la battaglia decisiva, ma lo scontro fu evitato per l'intervento di Isabella, la regina santa, moglie di Dionigi e madre di Alfonso che, si frappose tra le truppe che si fronteggiavano, impedendo così l'inizio della battaglia. L'avvenimento è conosciuto come la battaglia di Alvalade e la leggenda descrive l'intervento miracoloso della regina Isabella in questo modo: al passaggio della regina una barriera luminosa divise i due eserciti.
Dopo l'ascesa al trono del Portogallo del fratellastro, Afonso IV, Alfonso Sanches fu spogliato di tutti i feudi e gli onori che aveva ricevuto dal padre e fu condannato all'esilio. Alfonso Sanches si ritirò a vivere in Castiglia, dove era conte di Alburquerque . L'infante trovatore cercò ancora con manovre politiche e militari di impossessarsi del trono. Dopo vari tentativi di invasione, falliti, il più importante dei quali fu quello del 1326, i due fratellastri firmarono un trattato di pace, ancora una volta sotto il patrocinio della regina madre, Isabella d'Aragona.
Alfonso Sanches morì nel 1329, ucciso nel corso di una battaglia, nel regno di Castiglia. La salma fu trasferita in Portogallo e inumata nel Convento di Santa Clara di Vila do Conde.
Nel 1722, per Alfonso Sanches e la moglie, Teresa Martínez de Meneses, venne aperto il processo di beatificazione. A quel tempo, il frate francescano Fernando da Soledade scrisse un libro intitolato Memória dos Infantes, onde attestare le loro virtù.

## Trovadorismo

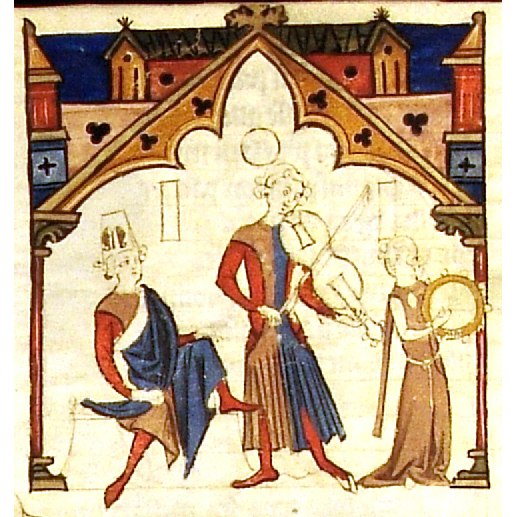
Miniatura nel Cancioneiro da Ajuda.

Similmente a suo padre, Afonso Sanches si distingue anche come trovatore. Il corpus poetico che ci è pervenuto si trova nel Cancioneiro da Biblioteca Nacional e nel Cancioneiro da Vaticana, e si compone di 15 poesie: una paralelística perfetta, una cantiga de amigo costituita da una sola strofa, nove cantigas de amor, una tenção e tre cantigas de escárnio. Diverse di queste cantigas sono molto frammentarie.
Tuttavia, non è stato molto valorizzato come trovatore e di lui si è scritto, per esempio, che poetasse solo «per poter vantare regali di corte». Oltre a ciò, il lavoro dei copisti fu abbastanza pregiudizievole, come si può verificare dal confronto dei versi delle cantigas che possediamo. Ma recentemente è stato oggetto di un apprezzamento decisamente positivo:

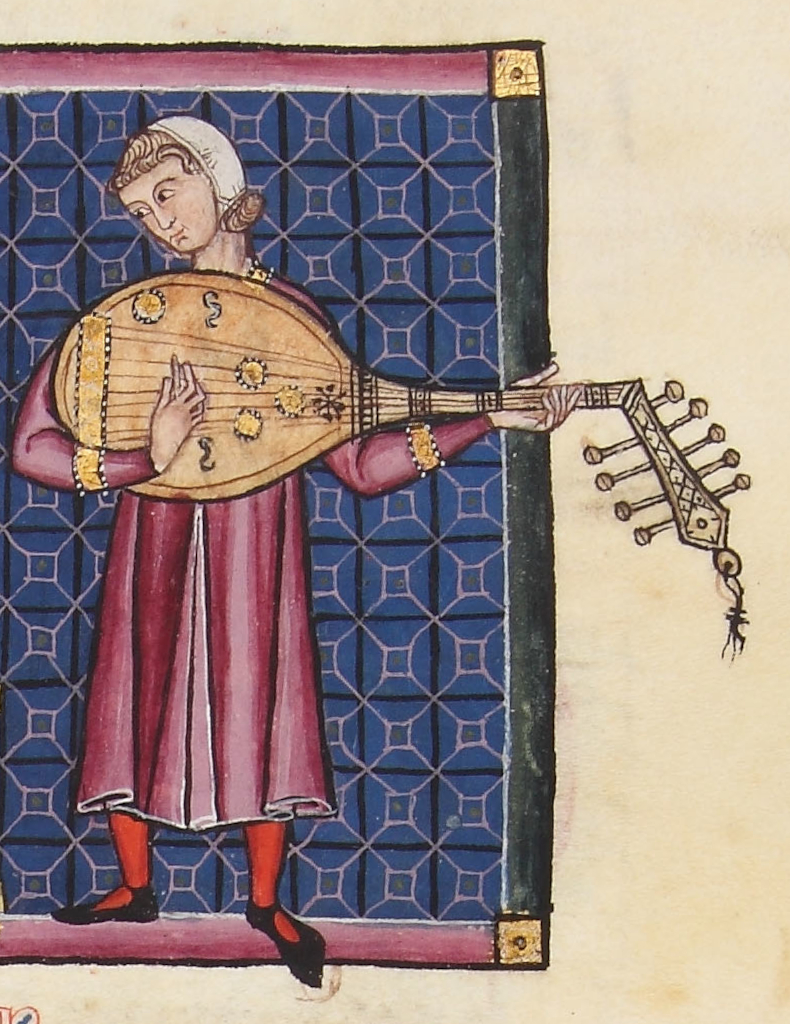
Suonatore di liuto, miniatura delle Cantigas de Santa Maria.

Varie cantigas de amor di Afonso Sanches sono adesso considerate di grande qualità, mettendo in evidenza la perfezione della sua tenção con Vasco Martins de Resende, uno dei suoi escárnios de amor e la paralelística che porta la sua firma.
Il suo tema quasi unico era l'amore, di solito senza essere corrisposto, perciò, comprensibilmente, il nucleo principale della sua opera era costituito dalle cantigas de amor.

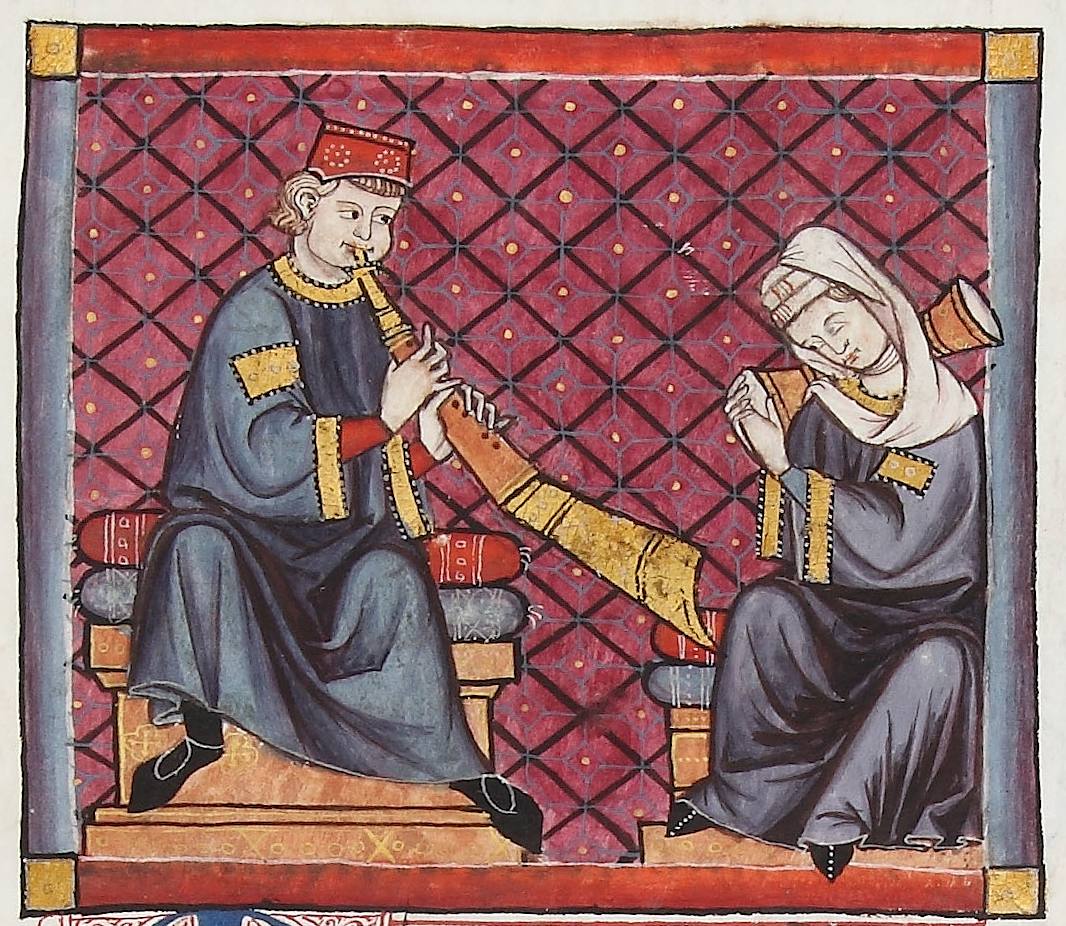
Miniatura di trovatori nelle Cantigas de Santa Maria, XIII-XIV secolo.

Una cantiga de amor era una forma abbastanza fissa, in un certo senso comparabile al sonetto. Ma a differenza di questo, molto rigido a livello di versificazione e molto libero in relazione al tema, questa cantiga era abbastanza fissa relativamente al tema e offriva un certo margine di libertà a livello della versificazione.
Afonso Sanches pone diverse cantigas dentro lo schema della cantiga de amor alla maniera provenzale; ma altre, cosiddette frammentarie, in modo abbastanza netto se ne distanziano.  Il trovatore mostra di sapere ben utilizzare l'enjambement, i parallelismi e altre ripetizioni, denotando una notevole versatilità, che scaturisce dalla sua padronanza della tecnica della cantiga e da una notevole cultura poetica.
Tematicamente, queste cantigas insistono nel servizio (dedizione) amoroso. In base alla convenzione, il poeta assume un atteggiamento di grande umiltà di fronte alla donna che, nel suo caso, sembra essere sempre non sposata. Lui ne tesse la lode, ma in modo generico, senza abbondanza di dettagli, neanche a livello psicologico-morale, né tanto meno a livello fisico, come di norma. Un trovatore può rivolgersi alla signora, dichiararle la sua «coita mortal», può difendersi da «molti» che gli imputano di ricevere favori dall'amata, ma è sempre una retorica incentrata su una passione che non si consuma.
Questi componimenti poetici originariamente sarebbero stati di grande perfezione formale; le versioni che ci sono pervenute, presentano a volte difetti che scoraggiano la lettura. Le cantigas cosiddette frammentarie sono, in un certo senso, più convincenti.

## Discendenza[1][2][3]
Dal suo matrimonio con Teresa Martins de Menezes, quinta signora di Alburquerque, nacque un figlio:
- Giovanni Alfonso di Albuquerque (1305- assassinato, 1356), chiamato quello del Liuto, sesto signore di Alburquerque e signore di Azagala, Codosera, Alconchel, Medellín, Menezes e Tiedra.  Alfiere maggiore del re di Castiglia, Alfonso XI "il Giusto", dal 1333 al 1336.  Cancelliere maggiore di Castiglia dal 1350 al 1353.  Fu avvelenato su ordine del re di Castiglia, Pietro I "il Crudele"; secondo il Nobiliario di suo zio Pietro Alfonso, conte di Barcelos, Giovanni Alfonso aveva cercato di convincere il re a lasciare la sua amante, Maria di Padilla, e tornare dalla moglie, Bianca di Borbone; il consiglio fu seguito dal re Pietro in un secondo tempo, ma in seguito Giovanni Alfonso morì, senza spiegare le circostanze della morte. Prima del 1330, Giovanni Alfonso aveva sposato Isabella Tellez di Menesez, che gli diede un figlio:
  - Giovanni Alfonso II di Albuquerque (1330-1348), alfiere maggiore dell'erede al trono di Castiglia, Pietro, dal 1342 al 1348.

Giovanni Alfonso ebbe anche altri 5 figli da diverse amanti.

## Ascendenza
|                            |   |                         | Genitori                    |  |  | Nonni |  |  | Bisnonni                  |  |  | Trisnonni               |  |
|                            |   |                         |                             |  |  |       |  |  | Alfonso II del Portogallo |  |  | Sancho I del Portogallo |  |
|                            |   |                         |                             |  |  |       |  |  | Alfonso II del Portogallo |  |  | Sancho I del Portogallo |  |
|                            |   | Dolce di Barcellona     |                             |  |  |       |  |  | Alfonso II del Portogallo |  |  |                         |  |
| Alfonso III del Portogallo |   |                         |                             |  |  |       |  |  | Alfonso II del Portogallo |  |  |                         |  |
|                            |   | Urraca di Castiglia     | Alfonso VIII di Castiglia   |  |  |       |  |  |                           |  |  |                         |  |
|                            |   | Urraca di Castiglia     | Alfonso VIII di Castiglia   |  |  |       |  |  |                           |  |  |                         |  |
|                            |   | Urraca di Castiglia     | Eleonora d'Inghilterra      |  |  |       |  |  |                           |  |  |                         |  |
| Dionigi del Portogallo     |   | Urraca di Castiglia     |                             |  |  |       |  |  |                           |  |  |                         |  |
|                            |   | Alfonso X di Castiglia  | Ferdinando III di Castiglia |  |  |       |  |  |                           |  |  |                         |  |
|                            |   | Alfonso X di Castiglia  | Ferdinando III di Castiglia |  |  |       |  |  |                           |  |  |                         |  |
|                            |   | Alfonso X di Castiglia  | Beatrice di Svevia          |  |  |       |  |  |                           |  |  |                         |  |
| Beatrice di Castiglia      |   | Alfonso X di Castiglia  |                             |  |  |       |  |  |                           |  |  |                         |  |
|                            |   | María Guillén de Guzmán | Guillén Pérez de Guzmán     |  |  |       |  |  |                           |  |  |                         |  |
|                            |   | María Guillén de Guzmán | Guillén Pérez de Guzmán     |  |  |       |  |  |                           |  |  |                         |  |
|                            |   | María Guillén de Guzmán | María González Girón        |  |  |       |  |  |                           |  |  |                         |  |
| Afonso Sanches             |   | María Guillén de Guzmán |                             |  |  |       |  |  |                           |  |  |                         |  |
|                            | … | …                       |                             |  |  |       |  |  |                           |  |  |                         |  |
|                            | … | …                       |                             |  |  |       |  |  |                           |  |  |                         |  |
|                            | … | …                       |                             |  |  |       |  |  |                           |  |  |                         |  |
| …                          | … |                         |                             |  |  |       |  |  |                           |  |  |                         |  |
|                            |   | …                       | …                           |  |  |       |  |  |                           |  |  |                         |  |
|                            |   | …                       | …                           |  |  |       |  |  |                           |  |  |                         |  |
|                            |   | …                       | …                           |  |  |       |  |  |                           |  |  |                         |  |
| Aldonça Rodrigues Talha    |   | …                       |                             |  |  |       |  |  |                           |  |  |                         |  |
|                            |   | …                       | …                           |  |  |       |  |  |                           |  |  |                         |  |
|                            |   | …                       | …                           |  |  |       |  |  |                           |  |  |                         |  |
|                            |   | …                       | …                           |  |  |       |  |  |                           |  |  |                         |  |
| …                          |   | …                       |                             |  |  |       |  |  |                           |  |  |                         |  |
|                            |   | …                       | …                           |  |  |       |  |  |                           |  |  |                         |  |
|                            |   | …                       | …                           |  |  |       |  |  |                           |  |  |                         |  |
|                            |   | …                       | …                           |  |  |       |  |  |                           |  |  |                         |  |
|                            |   | …                       |                             |  |  |       |  |  |                           |  |  |                         |  |